# Giải Goncourt
Goncourt là một giải thưởng văn học Pháp được sáng lập theo di chúc của Edmond de Goncourt vào năm 1896. Hội văn học Goncourt thành lập chính thức năm 1900 và giải đầu tiên được trao ngày 21 tháng 12 năm 1903.
Giải Goncourt, được sáng lập để trao mỗi năm cho "tác phẩm văn xuôi xuất sắc nhất trong năm", nhưng hầu như chỉ trao cho tiểu thuyết. Nó là giải thưởng văn học Pháp được mong muốn nhất. Mặc dù tiền thưởng của giải chỉ là 10 euro, nhưng sự nổi tiếng mà Goncourt đem lại cho cuốn sách sẽ là một phần thưởng lớn thay thế.
Các thành viên của viện Goncourt họp vào các thứ ba đầu tiên mỗi tháng trong phòng khách của họ tại tầng hai nhà hàng Drouant ở Paris (Place Gaillon, quận 2). Tên người được giải sẽ công bố ngày 3 tháng 11 sau bữa ăn trưa tại nhà hàng.
Giải chỉ trao cho mỗi nhà văn một lần. Duy có Romain Gary năm 1956 nhận giải với tiểu thuyết Racines du ciel (Rễ trời) và năm 1975 nhận một giải nữa với La vie devant soi (Cuộc sống ở trước mặt), nhưng dưới bút danh Émile Ajar.

## Danh sách giải thưởng
| Năm  |  | Tác giả                     | Tác phẩm                                                     | Nhà xuất bản (lần)                          | Bản dịch tiếng Việt                                              | Chú thích                                                                            |
| ---- |  | --------------------------- | ------------------------------------------------------------ | ------------------------------------------- | ---------------------------------------------------------------- | ------------------------------------------------------------------------------------ |
| 1903 |  | John-Antoine Nau            | Force ennemie                                                | La Plume                                    |                                                                  | Nhà văn Mỹ gốc Pháp viết bằng tiếng Pháp, người đầu tiên nhận giải Goncourt          |
| 1904 |  | Léon Frapié                 | La Maternelle                                                | Albin Michel                                |                                                                  |                                                                                      |
| 1905 |  | Claude Farrère              | Les Civilisés                                                | Paul Ollendorff                             | Những kẻ văn minh                                                |                                                                                      |
| 1906 |  | Jérôme và Jean Tharaud      | Dingley, l'illustre écrivain                                 | Édouard Pelletan                            |                                                                  |                                                                                      |
| 1907 |  | Émile Moselly               | Terres lorraines et Jean des Brebis ou le Livre de la misère | Plon                                        |                                                                  |                                                                                      |
| 1908 |  | Francis de Miomandre        | Écrit sur de l'eau...                                        | Édition du Feu, sau đó là Émile-Paul Frères |                                                                  |                                                                                      |
| 1909 |  | Marius-Ary Leblond          | En France                                                    | Fasquelle                                   |                                                                  | Bút danh của hai anh em họ, nhà văn gốc đảo Réunion                                  |
| 1910 |  | Louis Pergaud               | De Goupil à Margot                                           | Mercure de France                           |                                                                  |                                                                                      |
| 1911 |  | Alphonse de Châteaubriant   | Monsieur des Lourdines                                       | Grasset                                     |                                                                  |                                                                                      |
| 1912 |  | André Savignon              | Filles de la pluie                                           | Grasset (2)                                 |                                                                  |                                                                                      |
| 1913 |  | Marc Elder                  | Le Peuple de la mer                                          | Calmann-Lévy                                |                                                                  | Từng xuất bản ở nhà G. Oudin & Cie với tựa khác                                      |
| 1914 |  | Adrien Bertrand             | L'Appel du sol                                               | Calmann-Lévy (2)                            |                                                                  | Được trao vào năm 1916                                                               |
| 1915 |  | René Benjamin               | Gaspard                                                      | Fayard                                      |                                                                  |                                                                                      |
| 1916 |  | Henri Barbusse              | Le Feu                                                       | Flammarion                                  | Khói lửa                                                         |                                                                                      |
| 1917 |  | Henry Malherbe              | La Flamme au poing                                           | Albin Michel (2)                            |                                                                  |                                                                                      |
| 1918 |  | Georges Duhamel             | Civilisation                                                 | Mercure de France (2)                       |                                                                  |                                                                                      |
| 1919 |  | Marcel Proust               | À l'ombre des jeunes filles en fleurs                        | Gallimard                                   | Dưới bóng những cô gái tuổi hoa Dưới bóng những cô gái đương hoa | Đi tìm thời gian đã mất (tập 2)                                                      |
| 1920 |  | Ernest Pérochon             | Nêne                                                         | Plon (2)                                    |                                                                  | Từng xuất bản ở nhà Clouzot năm 1914                                                 |
| 1921 |  | René Maran                  | Batouala                                                     | Albin Michel (3)                            |                                                                  | Nhà văn Tây Ấn đầu tiên nhận giải                                                    |
| 1922 |  | Henri Béraud                | Le Vitriol de Lune và Le Martyre de l'obèse                  | Albin Michel (4)                            |                                                                  |                                                                                      |
| 1923 |  | Lucien Fabre                | Rabevel ou le Mal des ardents                                | Gallimard (2)                               |                                                                  |                                                                                      |
| 1924 |  | Thierry Sandre              | Le Chèvrefeuille, le Purgatoire, le Chapitre XIII            | Gallimard (3)                               |                                                                  | Từng xuất bản ở nhà Edgard Malfère với tựa khác                                      |
| 1925 |  | Maurice Genevoix            | Raboliot                                                     | Grasset (3)                                 |                                                                  |                                                                                      |
| 1926 |  | Henri Deberly               | Le Supplice de Phèdre                                        | Gallimard (4)                               |                                                                  |                                                                                      |
| 1927 |  | Maurice Bedel               | Jérôme 60° latitude nord                                     | Gallimard (5)                               |                                                                  |                                                                                      |
| 1928 |  | Maurice Constantin-Weyer    | Un homme se penche sur son passé                             | Rieder                                      |                                                                  |                                                                                      |
| 1929 |  | Marcel Arland               | L'Ordre                                                      | Gallimard (6)                               |                                                                  |                                                                                      |
| 1930 |  | Henri Fauconnier            | Malaisie                                                     | Stock                                       |                                                                  |                                                                                      |
| 1931 |  | Jean Fayard                 | Mal d'amour                                                  | Fayard (2)                                  |                                                                  |                                                                                      |
| 1932 |  | Guy Mazeline                | Les Loups                                                    | Gallimard (7)                               |                                                                  |                                                                                      |
| 1933 |  | André Malraux               | La Condition humaine                                         | Gallimard (8)                               | Thân phận con người                                              |                                                                                      |
| 1934 |  | Roger Vercel                | Capitaine Conan                                              | Albin Michel (5)                            |                                                                  |                                                                                      |
| 1935 |  | Joseph Peyré                | Sang et Lumières                                             | Grasset (4)                                 |                                                                  |                                                                                      |
| 1936 |  | Maxence Van der Meersch     | L'Empreinte du dieu                                          | Albin Michel (6)                            | Sự tha thứ muộn màng                                             |                                                                                      |
| 1937 |  | Charles Plisnier            | Faux Passeports                                              | Corrêa                                      |                                                                  | Nhà văn Bỉ, tác giả nước ngoài đầu tiên nhận giải                                    |
| 1938 |  | Henri Troyat                | L'Araigne                                                    | Plon (3)                                    |                                                                  |                                                                                      |
| 1939 |  | Philippe Hériat             | Les Enfants gâtés                                            | Gallimard (9)                               |                                                                  |                                                                                      |
| 1940 |  | Francis Ambrière            | Les Grandes Vacances                                         | Nouvelle France                             |                                                                  | Giải thưởng được bảo lưu và được trao năm 1946                                       |
| 1941 |  | Henri Pourrat               | Vent de Mars                                                 | Gallimard (10)                              |                                                                  |                                                                                      |
| 1942 |  | Marc Bernard                | Pareils à des enfants                                        | Gallimard (11)                              |                                                                  |                                                                                      |
| 1943 |  | Marius Grout                | Passage de l'homme                                           | Gallimard (12)                              |                                                                  |                                                                                      |
| 1944 |  | Elsa Triolet                | Le premier accroc coûte 200 francs                           | Denoël                                      |                                                                  | Nhà văn nữ đầu tiên nhận giải                                                        |
| 1945 |  | Jean-Louis Bory             | Mon village à l'heure allemande                              | Flammarion (2)                              |                                                                  |                                                                                      |
| 1946 |  | Jean-Jacques Gautier        | Histoire d'un fait divers                                    | Julliard                                    |                                                                  |                                                                                      |
| 1947 |  | Jean-Louis Curtis           | Les Forêts de la nuit                                        | Julliard (2)                                |                                                                  |                                                                                      |
| 1948 |  | Maurice Druon               | Les Grandes Familles                                         | Julliard (3)                                | Những gia đình cự tộc                                            |                                                                                      |
| 1949 |  | Robert Merle                | Week-end à Zuydcoote                                         | Gallimard (13)                              |                                                                  |                                                                                      |
| 1950 |  | Paul Colin                  | Les Jeux sauvages                                            | Gallimard (14)                              |                                                                  |                                                                                      |
| 1951 |  | Julien Gracq                | Le Rivage des Syrtes                                         | Corti                                       | Bờ biển Syrtes                                                   | Tác giả từ chối nhận giải                                                            |
| 1952 |  | Béatrix Beck                | Léon Morin, prêtre                                           | Gallimard(15)                               |                                                                  |                                                                                      |
| 1953 |  | Pierre Gascar               | Les Bêtes                                                    | Gallimard (16)                              |                                                                  |                                                                                      |
| 1954 |  | Simone de Beauvoir          | Les Mandarins                                                | Gallimard (17)                              |                                                                  |                                                                                      |
| 1955 |  | Roger Ikor                  | Les Eaux mêlées                                              | Albin Michel (7)                            |                                                                  |                                                                                      |
| 1956 |  | Romain Gary                 | Les Racines du ciel                                          | Gallimard (18)                              | Rễ trời                                                          |                                                                                      |
| 1957 |  | Roger Vailland              | La Loi                                                       | Gallimard (19)                              |                                                                  |                                                                                      |
| 1958 |  | Francis Walder              | Saint-Germain ou la Négociation                              | Gallimard (20)                              |                                                                  | Nhà văn Bỉ                                                                           |
| 1959 |  | André Schwarz-Bart          | Le Dernier des Justes                                        | Seuil                                       |                                                                  |                                                                                      |
| 1960 |  | Vintila Horia               | Dieu est né en exil                                          | Fayard (3)                                  |                                                                  | Giải thưởng được công bố nhưng không được trao vì quá khứ chính trị của tác giả      |
| 1961 |  | Jean Cau                    | La Pitié de Dieu                                             | Gallimard (21)                              |                                                                  |                                                                                      |
| 1962 |  | Anna Langfus                | Les Bagages de sable                                         | Gallimard (22)                              |                                                                  |                                                                                      |
| 1963 |  | Armand Lanoux               | Quand la mer se retire                                       | Julliard (4)                                |                                                                  |                                                                                      |
| 1964 |  | Georges Conchon             | L'État sauvage                                               | Albin Michel (7)                            |                                                                  |                                                                                      |
| 1965 |  | Jacques Borel               | L'Adoration                                                  | Gallimard (23)                              |                                                                  |                                                                                      |
| 1966 |  | Edmonde Charles-Roux        | Oublier Palerme                                              | Grasset (5)                                 |                                                                  |                                                                                      |
| 1967 |  | André Pieyre de Mandiargues | La Marge                                                     | Gallimard (24)                              |                                                                  |                                                                                      |
| 1968 |  | Bernard Clavel              | Les Fruits de l'hiver                                        | Robert Laffont                              |                                                                  |                                                                                      |
| 1969 |  | Félicien Marceau            | Creezy                                                       | Gallimard (25)                              |                                                                  |                                                                                      |
| 1970 |  | Michel Tournier             | Le Roi des aulnes                                            | Gallimard (26)                              | Chúa tể đầm lầy                                                  | Trường hợp duy nhất nhận được sự đồng thuận của ban giám khảo (ở vòng hai)           |
| 1971 |  | Jacques Laurent             | Les Bêtises                                                  | Grasset (6)                                 |                                                                  |                                                                                      |
| 1972 |  | Jean Carrière               | L'Épervier de Maheux                                         | Pauvert                                     |                                                                  |                                                                                      |
| 1973 |  | Jacques Chessex             | L'Ogre                                                       | Grasset (7)                                 |                                                                  | Nhà văn Thụy Sĩ đầu tiên nhận giải                                                   |
| 1974 |  | Pascal Lainé                | La Dentellière                                               | Gallimard (27)                              | Cô thợ thêu                                                      |                                                                                      |
| 1975 |  | Émile Ajar                  | La Vie devant soi                                            | Mercure de France (3)                       | Cuộc sống ở trước mặt                                            | Trường hợp duy nhất nhận giải lần hai, sử dụng bút danh nhằm che giấu danh tính thực |
| 1976 |  | Patrick Grainville          | Les Flamboyants                                              | Seuil (2)                                   |                                                                  |                                                                                      |
| 1977 |  | Didier Decoin               | John l'Enfer                                                 | Seuil (3)                                   | Câu chuyện New York                                              |                                                                                      |
| 1978 |  | Patrick Modiano             | Rue des Boutiques obscures                                   | Gallimard (28)                              | Phố những cửa hiệu u tối                                         |                                                                                      |
| 1979 |  | Antonine Maillet            | Pélagie-la-Charrette                                         | Grasset (8)                                 |                                                                  | Nhà văn Canada đầu tiên nhận giải                                                    |
| 1980 |  | Yves Navarre                | Le Jardin d'acclimatation                                    | Flammarion (3)                              |                                                                  |                                                                                      |
| 1981 |  | Lucien Bodard               | Anne Marie                                                   | Grasset (9)                                 |                                                                  |                                                                                      |
| 1982 |  | Dominique Fernandez         | Dans la main de l'ange                                       | Grasset (10)                                |                                                                  |                                                                                      |
| 1983 |  | Frédérick Tristan           | Les Égarés                                                   | Balland                                     |                                                                  |                                                                                      |
| 1984 |  | Marguerite Duras            | L'Amant                                                      | Minuit                                      | Người tình                                                       |                                                                                      |
| 1985 |  | Yann Queffélec              | Les Noces barbares                                           | Gallimard (29)                              | Những cuộc hôn thú man dại                                       |                                                                                      |
| 1986 |  | Michel Host                 | Valet de nuit                                                | Grasset (11)                                |                                                                  |                                                                                      |
| 1987 |  | Tahar Ben Jelloun           | La Nuit sacrée                                               | Seuil (4)                                   | Đêm thiêng                                                       | Nhà văn Maroc và châu Phi đầu tiên nhận giải                                         |
| 1988 |  | Erik Orsenna                | L'Exposition coloniale                                       | Seuil (5)                                   | Triển lãm thuộc địa                                              |                                                                                      |
| 1989 |  | Jean Vautrin                | Un grand pas vers le bon Dieu                                | Grasset (12)                                | Tạ ơn Thượng Đế                                                  |                                                                                      |
| 1990 |  | Jean Rouaud                 | Les Champs d'honneur                                         | Minuit (2)                                  | Chiến trận Chiến trường vinh quang                               |                                                                                      |
| 1991 |  | Pierre Combescot            | Les Filles du Calvaire                                       | Grasset (13)                                | Những người con gái dòng Chúa chịu nạn                           |                                                                                      |
| 1992 |  | Patrick Chamoiseau          | Texaco                                                       | Gallimard (30)                              |                                                                  |                                                                                      |
| 1993 |  | Amin Maalouf                | Le Rocher de Tanios                                          | Grasset (14)                                |                                                                  | Nhà văn Liban đầu tiên nhận giải                                                     |
| 1994 |  | Didier van Cauwelaert       | Un aller simple                                              | Albin Michel (8)                            |                                                                  |                                                                                      |
| 1995 |  | Andreï Makine               | Le Testament français                                        | Mercure de France (4)                       | Di chúc Pháp                                                     | Cũng nhận được Giải Médicis                                                          |
| 1996 |  | Pascale Roze                | Le Chasseur Zéro                                             | Albin Michel (9)                            | Chiếc máy bay tiêm kích Zéro                                     |                                                                                      |
| 1997 |  | Patrick Rambaud             | La Bataille                                                  | Grasset (15)                                | Chiến trận                                                       | Cũng nhận được Giải thưởng của Viện Hàn lâm Pháp                                     |
| 1998 |  | Paule Constant              | Confidence pour confidence                                   | Gallimard (31)                              | Nỗi niềm                                                         |                                                                                      |
| 1999 |  | Jean Echenoz                | Je m'en vais                                                 | Minuit (3)                                  | Tôi đi đây                                                       |                                                                                      |
| 2000 |  | Jean-Jacques Schuhl         | Ingrid Caven                                                 | Gallimard (32)                              | Ingrid Caven                                                     |                                                                                      |
| 2001 |  | Jean-Christophe Rufin       | Rouge Brésil                                                 | Gallimard (33)                              | Brésil Đỏ                                                        |                                                                                      |
| 2002 |  | Pascal Quignard             | Les Ombres errantes                                          | Grasset (16)                                |                                                                  |                                                                                      |
| 2003 |  | Jacques-Pierre Amette       | La Maîtresse de Brecht                                       | Albin Michel (10)                           | Người tình của Brecht                                            |                                                                                      |
| 2004 |  | Laurent Gaudé               | Le Soleil des Scorta                                         | Actes Sud                                   | Mặt trời nhà Scorta                                              |                                                                                      |
| 2005 |  | François Weyergans          | Trois jours chez ma mère                                     | Grasset (17)                                | Ba ngày ở nhà mẹ                                                 | Nhà văn Bỉ                                                                           |
| 2006 |  | Jonathan Littell            | Les Bienveillantes                                           | Gallimard (34)                              | Những kẻ thiện tâm                                               | Cũng nhận được Giải thưởng của Viện Hàn lâm Pháp                                     |
| 2007 |  | Gilles Leroy                | Alabama Song                                                 | Mercure de France (5)                       | Alabama Song                                                     |                                                                                      |
| 2008 |  | Atiq Rahimi                 | Syngué sabour. Pierre de patience                            | P.O.L.                                      | Nhẫn thạch                                                       |                                                                                      |
| 2009 |  | Marie NDiaye                | Trois femmes puissantes                                      | Gallimard (35)                              | Ba phụ nữ can đảm                                                |                                                                                      |
| 2010 |  | Michel Houellebecq          | La Carte et le Territoire                                    | Flammarion (4)                              | Bản đồ và vùng đất                                               |                                                                                      |
| 2011 |  | Alexis Jenni                | L'Art français de la guerre                                  | Gallimard (36)                              |                                                                  |                                                                                      |
| 2012 |  | Jérôme Ferrari              | Le Sermon sur la chute de Rome                               | Actes Sud (2)                               | La Mã sụp đổ                                                     |                                                                                      |
| 2013 |  | Pierre Lemaitre             | Au revoir là-haut                                            | Albin Michel (11)                           | Hẹn gặp lại trên kia                                             |                                                                                      |
| 2014 |  | Lydie Salvayre              | Pas pleurer                                                  | Seuil (6)                                   | Không khóc                                                       |                                                                                      |
| 2015 |  | Mathias Énard               | Boussole                                                     | Actes Sud (3)                               |                                                                  |                                                                                      |
| 2016 |  | Leïla Slimani               | Chanson douce                                                | Gallimard (37)                              | Người lạ trong nhà                                               |                                                                                      |
| 2017 |  | Éric Vuillard               | L'Ordre du jour                                              | Actes Sud (4)                               | Chương trình nghị sự                                             |                                                                                      |
| 2018 |  | Nicolas Mathieu             | Leurs enfants après eux                                      | Actes Sud (5)                               | Con cháu của họ cũng thế thôi                                    |                                                                                      |
| 2019 |  | Jean-Paul Dubois            | Tous les hommes n'habitent pas le monde de la même façon     | L'Olivier                                   | Không ai sống giống ai trong cuộc đời này                        |                                                                                      |
| 2020 |  | Hervé Le Tellier            | L'Anomalie                                                   | Gallimard (38)                              |                                                                  |                                                                                      |
| 2021 |  | Mohamed Mbougar Sarr        | La plus secrète mémoire des hommes                           | Philippe Rey / Jimsaan                      |                                                                  |                                                                                      |
| 2022 |  | Brigitte Giraud             | Vivre Vite                                                   | Flammarion (5)                              | Sống vội                                                         |                                                                                      |
| 2023 |  | Jean-Baptiste Andrea        | Veiller sur elle                                             | L'Iconoclaste (1)                           |                                                                  |                                                                                      |